# 金バク!
『金バク!』（きんバク!）は、2013年4月12日からOHK岡山放送で放送されている情報バラエティ番組。放送時間は毎週金曜 19:00 - 20:00 （日本標準時）。
番組開始時から2014年11月28日までの番組名は『夢みる金バク!』（ゆめみるきんバク!）で、翌週の2014年12月5日に現在の番組名に変更した。本項目では両番組について記載する。

## 概要
2013年度の放送では視聴者参加型のバラエティ番組で、進行役の神谷文乃が参加者たちの夢を実現させるべく、ゲスト出演者とともに岡山県・香川県各地でロケを敢行するというものだった。その当時のキャッチフレーズは「地域にぎわい応援リアリティ番組」だったが、2014年に入ってからは神谷がゲストに岡山県・香川県の観光地やグルメを紹介してもてなす街歩き番組になり、毎回ゲストを連れて各地でロケを敢行する。そして、ゲストにTwitterやFacebookなどのSNSを用いて訪れたエリアの魅力を日本全国に発信してもらうという内容になっており、岡山と香川の街を週交代で取り上げる形式や、長期間同時間で放送されていた「ニョッキン7」や「ニョッキン7+th」時代に出演していたタレントも再び出演するなど、『ニョッキン7』シリーズの構成・内容を踏襲した内容に戻った。
なお、同年12月5日放送分から、番組名を『金バク!』（きんバク!）に改題し、キャッチフレーズも「地域お宝発見バラエティ!」に変更。当日は、岡山放送の報道スタジオを移転したイオンモール岡山のスタジオから、岡山県出身の髙橋大輔とフジテレビアナウンサー（放送時点）の山﨑夕貴を迎え、生放送を行った。VTRでは道端アンジェリカをゲストに迎えた。
岡山放送ではこの番組があることから、当該時間帯にフジテレビと大半の他の地方局で放送されている『坂上どうぶつ王国』は不定期放送となっている（スペシャル版の場合は20時からフジテレビからの裏送り送出による短縮版のみ放送）。また、それ以外にも金曜19時から放送される全国ネットの特別番組は20時からの短縮・飛び乗り放送になることがある（春や秋改編期・年末年始時期およびスポーツ中継の特番は除く）。
また、FNSソフト工場やスポーツ中継の特番・年末年始の特別編成番組がこの時間に放送された場合は休止となる。
さらに、2020年から2022年まで新型コロナウイルスが感染拡大中は放送休止となることがあった。
再放送は、2015年7月現在、木曜深夜1:00からである。
2017年からは正月特番を放送。2017年のみ1月2日、2018年以降は元日正午からの2時間枠で放送。
2017年3月10日放送分で、番組開始から4年149回にわたって出演していた神谷が翌週の3月17日放送分（ゲスト：金子貴俊）をもって卒業することが発表された。
2018年7月27日放送分（ゲスト：金子貴俊）で、放送200回を迎えた。放送開始から5年4か月での達成となった。
2020年3月20日放送分（第261回、ゲスト：遠藤章造）で、3年112回にわたって出演していた矢野みなみの卒業がロケ中に発表された。3代目MC今川菜緒への引き継ぎは、同日に開館するはずだった四国水族館（香川県綾歌郡宇多津町）からの生放送で行われた。
番組タイトルロゴ表記の色は、『（夢みる）金バク！』である。
2021年5月28日放送分で、放送300回を迎えた。衝撃のお宝映像大放出SPを放送した。
2023年1月23日から同月27日までの5日間、岡山放送のキー局であるフジテレビ制作の情報番組『ぽかぽか』にて本番組が放送されることを同月16日に本番組公式Twitterにて発表した。
2024年4月12日放送分（ゲスト：遠藤章造）で、放送400回を迎えた。
2024年12月3日放送分『ARIGA10ｈ！なんしょん？ザ・ゴールデン』の中でなんしょん?×金バク!初コラボ企画（ゲスト：ウエストランド）をイオンモール岡山専門店街からの生放送で行われた。
2025年3月21日放送分（第436回、ゲスト：遠藤章造）で、5年175回にわたって出演していた今川菜緒の卒業がロケ中に発表された。番組終盤で4代目MCに中塚美緒が発表された。4代目MC中塚美緒への引き継ぎは、放送終了後にYouTubeOHK公式チャンネルで行われた。

## 現在の出演者
- ナビゲーター：中塚美緒（OHKアナウンサー、2025年4月11日-）※2021年7月2日放送分にゲストで出演した。
- ナレーター：上岡元（プロデューサーも兼務）

## 過去の出演者
過去のゲストについては、公式サイトを参照。
- 神谷文乃[3]（当時OHKアナウンサー、2013年4月12日 - 2017年3月17日）
- 矢野みなみ[1]（当時OHKアナウンサー、2017年4月 - 2020年3月20日）
- 今川菜緒（当時OHKアナウンサー、2020年4月10日 - 2025年3月21日）

## ネット局・配信
他局へのネットは原則的に行わなかったが、テレビ西日本（福岡県）では2017年5月12日未明（11日深夜）に放送して以降、断続的に深夜枠で不定期放送を行っている。長野放送、関西テレビ放送、テレビ新広島、高知さんさんテレビ、テレビ宮崎、テレビ静岡で不定期放送実績がある。
また日本の放送番組海外展開政策の一連で2017年7月から台湾の国興衛視で放送開始（現地語に変換して放送されている）。

### インターネット配信
見逃し配信は、FNS系列局ローカル番組では珍しく、フジテレビオンデマンド(FOD)を配信元としている。
2018年以降の過去放送分はU-NEXTで、2019年10月以降はフジテレビオンデマンドでも有料配信されている。この2サービスで並行して配信されているのは、全民放の番組でも非常に珍しい。
| 配信元        | 更新日時               | 配信期間               | 備考                 |
| ------------- | ---------------------- | ---------------------- | -------------------- |
| FOD見逃し配信 | 金曜 20:00 更新        | 7日                    | 最新回限定で無料配信 |
| TVer          | 金曜 20:00 更新        | 7日                    | 最新回限定で無料配信 |
| U-NEXT        | 2018年以降の過去分     | 2018年以降の過去分     | 見放題有料視聴       |
| FODプレミアム | 2019年10月以降の過去分 | 2019年10月以降の過去分 | 見放題有料視聴       |